# Myiopharus infernalis
Myiopharus infernalis là một loài ruồi trong họ Tachinidae.